# Lijst van rijksmonumenten in Roosendaal (plaats)
De plaats Roosendaal telt 55 inschrijvingen in het rijksmonumentenregister. Hieronder een overzicht.
| Object | Oorspronkelijke functie?  | Bouwjaar              | Architect                           | Locatie                          | Coördinaten?                  | Nr.?   | Afbeelding |
| --- | ------------------------- | --------------------- | ----------------------------------- | -------------------------------- | ----------------------------- | ------ | --- |
| Herenhuis met roodgeverfde lijstgevel. Empire kroonlijst en hardstenen ingangspartij                                                                                                  | Woonhuis                  | eerste helft 19e eeuw |                                     | Bloemenmarkt 12                  | 51° 32' 2" NB, 4° 27' 28" OL  | 32703  | Meer afbeeldingen |
| Nederlands Hervormde kerk | Kerk en kerkonderdeel     | 1810                  | H. Huysers                          | Bloemenmarkt 14                  | 51° 32' 2" NB, 4° 27' 28" OL  | 32704  | Meer afbeeldingen |
| De Hoop | Industrie- en poldermolen | 1684                  |                                     | Willem Elsschotlaan 41           | 51° 31' 4" NB, 4° 27' 56" OL  | 32705  | Meer afbeeldingen |
| Raadhuis | Overheidsgebouw           | vanaf 1572            |                                     | Markt 1                          | 51° 31' 59" NB, 4° 27' 24" OL | 32706  | Meer afbeeldingen |
| Poortje met zandstenen boog en versiering in Lodewijk XV-stijl, in een cartouche een reliëf voorstellende een wijnvat met kinderfiguren                                               | Gedenkteken               | ca. 1780              |                                     | Markt bij 24                     | 51° 32' 1" NB, 4° 27' 21" OL  | 32707  | Poortje met zandstenen boog en versiering in Lodewijk XV-stijl, in een cartouche een reliëf voorstellende een wijnvat met kinderfiguren                                          |
| Huis "De Cleyne Cat" | Woonhuis                  | 17e-eeuws             |                                     | Markt 69                         | 51° 31' 59" NB, 4° 27' 13" OL | 32708  | Meer afbeeldingen |
| Toren van de Sint Jan de Doperkerk | Kerk en kerkonderdeel     |                       | Vanaf 14e/15e eeuw                  | Markt 2                          | 51° 32' 0" NB, 4° 27' 25" OL  | 32709  | Meer afbeeldingen |
| R.K. kerk van Sint Jan de Doper | Kerk en kerkonderdeel     | 1839                  | J.E. Franssen                       | Markt 2                          | 51° 32' 0" NB, 4° 27' 26" OL  | 32710  | Meer afbeeldingen |
| Tongerlohuis | Kerkelijke dienstwoning   | 1762                  |                                     | Molenstraat 2                    | 51° 32' 2" NB, 4° 27' 31" OL  | 32711  | Meer afbeeldingen |
| Huis met witgepleisterde klassicistische gevel, bekroond door een fronton met parellijsten en klossen                                                                                 | Woonhuis                  | ca. 1830              |                                     | Raadhuisstraat 26                | 51° 31' 56" NB, 4° 27' 29" OL | 32712  | Meer afbeeldingen |
| Herenhuis met dwars schilddak met kroonlijst met triglyphen en klossen; hardstenen ingangspartij. Lange achtervleugel aan de Kuipersstraat, ten dele met getraliede spitsboogvensters | Woonhuis                  | eerste helft 19e eeuw |                                     | Raadhuisstraat 45                | 51° 31' 56" NB, 4° 27' 32" OL | 32713  | Meer afbeeldingen |
| Vrouwenhof | Gebouw                    | ca. 1790              |                                     | Scholtensboslaan 1               | 51° 31' 41" NB, 4° 27' 44" OL | 32714  | Meer afbeeldingen |
| De Twee Gebroeders | Industrie- en poldermolen | 1872                  |                                     | Wouwseweg 97                     | 51° 31' 50" NB, 4° 26' 18" OL | 32715  | Meer afbeeldingen |
| Mariagaard Poortgebouw met woningen | Woonhuis                  | ca. 1935              |                                     | Nieuwstraat 1/3/3a/5/7           | 51° 32' 0" NB, 4° 27' 37" OL  | 517237 | Mariagaard Poortgebouw met woningen |
| Mariagaard kapel | Kapel                     | 1938/1968             | Jac. Elst                           | Nieuwstraat 11                   | 51° 32' 0" NB, 4° 27' 37" OL  | 517238 | Mariagaard kapel |
| Mariagaard woningen | Woonhuis                  | 1938                  |                                     | Nieuwstraat 9/13/15/15a/17/19    | 51° 32' 0" NB, 4° 27' 37" OL  | 517239 | Meer afbeeldingen |
| Douaneloods bij Station Roosendaal | Opslag                    | 1907                  |                                     | Spoorstraat 7                    | 51° 32' 23" NB, 4° 27' 32" OL | 517241 | Meer afbeeldingen |
| Seinhuis bij Station Roosendaal | Transport                 | 1908                  | G.W. van Heukelom                   | Bosstraat 22                     | 51° 32' 23" NB, 4° 27' 32" OL | 517242 | Seinhuis bij Station Roosendaal |
| Station Roosendaal | Transport                 | 1905                  | G.W. van Heukelom en D.E.C. Knuttel | Stationsplein 1                  | 51° 32' 23" NB, 4° 27' 32" OL | 517243 | Meer afbeeldingen |
| Klooster Mariadal | Klooster, kloosteronderdl | 1934                  | F.B. Sturm en J.Th.J Cuypers        | Vincentiusstraat 3/5/7           | 51° 32' 15" NB, 4° 27' 36" OL | 517245 | Meer afbeeldingen |
| Muur van klooster Mariadal | Erfscheiding              | 1934                  | F.B. Sturm en J.Th.J Cuypers        | Vincentiusstraat 3/5/7           | 51° 32' 12" NB, 4° 27' 32" OL | 517246 | Muur van klooster Mariadal |
| Woonhuis met kenmerken van de art nouveau | Woonhuis                  | 1906                  | A.J. de Bruijn                      | Boulevard Antverpia 2-2a         | 51° 31' 49" NB, 4° 26' 60" OL | 517256 | Woonhuis met kenmerken van de art nouveau |
| Winkel-woonhuis in een bouwstijl met elementen van de Amsterdamse School-stijl | Werk-woonhuis             | 1932                  | A. van Hees                         | Brugstraat 1                     | 51° 32' 12" NB, 4° 27' 48" OL | 517257 | Winkel-woonhuis in een bouwstijl met elementen van de Amsterdamse School-stijl                                                                                                   |
| Herenhuis tezamen met Brugstraat 25 als een dubbel huis gebouwd | Woonhuis                  | ca. 1910              | F.B. Sturm                          | Brugstraat 23                    | 51° 32' 14" NB, 4° 27' 44" OL | 517258 | Herenhuis tezamen met Brugstraat 25 als een dubbel huis gebouwd |
| Fabrikantvilla Van Gilse | Bedrijfs-,fabriekswoning  | 1900                  | M. Vergouwen                        | Burgerhoutsestraat 12            | 51° 31' 46" NB, 4° 27' 41" OL | 517259 | Fabrikantvilla Van Gilse |
| Dubbel woonhuis in chaletstijl | Woonhuis                  | 1904                  |                                     | Wilhelminastraat 1a/Damstraat 40 | 51° 31' 58" NB, 4° 27' 45" OL | 517260 | Dubbel woonhuis in chaletstijl |
| H.Hart van Jezuskerk | Kerk en kerkonderdeel     | 1936                  | F.B. Sturm en Jan van der Laan      | H. Hartplein 28                  | 51° 32' 40" NB, 4° 28' 32" OL | 517262 | Meer afbeeldingen |
| Woonhuis-steenhouwerije met elementen van art nouveau | Woonhuis                  | 1908                  | Joseph de Lepper                    | Hoogstraat 14                    | 51° 32' 11" NB, 4° 27' 53" OL | 517263 | Woonhuis-steenhouwerije met elementen van art nouveau |
| Woonhuizen, gebouwd in opdracht van de Nederlandse Levensverzekeringsmaatschappij "Antverpia"                                                                                         | Woonhuis                  | 1912                  | V. van de Zanden                    | Hulsdonksestraat 56/58/60/62     | 51° 31' 49" NB, 4° 26' 48" OL | 517264 | Woonhuizen, gebouwd in opdracht van de Nederlandse Levensverzekeringsmaatschappij "Antverpia"                                                                                    |
| Boerderij, bestaande uit een woonhuis met aangebouwd bedrijfsgedeelte, gebouwd op een kunstmatige verhoging. In de gevel van het huis zijn elementen van Neo-Renaissance verwerk      | Boerderij                 | ca. 1915              |                                     | Huijbergseweg 38                 | 51° 30' 20" NB, 4° 24' 48" OL | 517265 | Boerderij, bestaande uit een woonhuis met aangebouwd bedrijfsgedeelte, gebouwd op een kunstmatige verhoging. In de gevel van het huis zijn elementen van Neo-Renaissance verwerk |
| Sint Josephkerk | Kerk en kerkonderdeel     | 1923-24               | Jac. Hurks en M. Vergouwen          | St.Josephsstraat 4               | 51° 31' 46" NB, 4° 28' 9" OL  | 517266 | Meer afbeeldingen |
| Onze-Lieve-Vrouw van Altijddurende Bijstandkerk | Kerk en kerkonderdeel     | 1874 en 1907-1909     | Th. Asseler en A. de Bruin          | Kade 21                          | 51° 31' 60" NB, 4° 27' 3" OL  | 517267 | Meer afbeeldingen |
| Kapelberg met Onze-Lieve-Vrouw-van-Zeven-Smartenkapel | Kapel                     | 1897                  | M. Vergouwen                        | Deurlechtsestraat 5              | 51° 33' 38" NB, 4° 27' 47" OL | 517268 | Meer afbeeldingen |
| Vrijstaande villa. Het pand is gebouwd in Amsterdamse Schoolstijl | Woonhuis                  | 1929                  | Jac. Hurks                          | Ludwigstraat 2                   | 51° 32' 14" NB, 4° 27' 18" OL | 517269 | Vrijstaande villa. Het pand is gebouwd in Amsterdamse Schoolstijl |
| Vrijstaande villa, een samenhangend ensemble in baksteen, in Amsterdamse Schoolstij                                                                                                   | Woonhuis                  | 1927                  | Jac. Hurks                          | Ludwigstraat 1                   | 51° 32' 15" NB, 4° 27' 19" OL | 517270 | Vrijstaande villa, een samenhangend ensemble in baksteen, in Amsterdamse Schoolstij                                                                                              |
| Vrijstaande villa, in Amsterdamse Schoolstijl, deel uitmakend van een samenhangend ensemble van woningen                                                                              | Woonhuis                  | 1927                  | Jac. Hurks                          | Ludwigstraat 3                   | 51° 32' 14" NB, 4° 27' 19" OL | 517271 | Vrijstaande villa, in Amsterdamse Schoolstijl, deel uitmakend van een samenhangend ensemble van woningen                                                                         |
| Vrijstaande dubbele villa, in Amsterdamse Schoolstijl. Het pand maakt deel uit van een samenhangend ensemble van woningen                                                             | Woonhuis                  | 1932                  | Jac. Hurks                          | Ludwigstraat 7/7a                | 51° 32' 13" NB, 4° 27' 19" OL | 517272 | Vrijstaande dubbele villa, in Amsterdamse Schoolstijl. Het pand maakt deel uit van een samenhangend ensemble van woningen                                                        |
| Woonhuis waarvan de lijstgevel in Eclectische stijl is uitgevoerd. Tussen 1825 en 1872 bestond het huis in combinatie met een winkel                                                  | Woonhuis                  | Voor 1823 en 1879     |                                     | Markt 16                         | 51° 32' 1" NB, 4° 27' 23" OL  | 517273 | Woonhuis waarvan de lijstgevel in Eclectische stijl is uitgevoerd. Tussen 1825 en 1872 bestond het huis in combinatie met een winkel                                             |
| "Emile van Loonhuis" | Woonhuis                  | 1875/1892             | M. Vergouwen                        | Markt 54                         | 51° 32' 1" NB, 4° 27' 16" OL  | 517275 | Meer afbeeldingen |
| Herenhuis en notariskantoor in Neo-Renaissancestijl | Werk-woonhuis             | 1903                  |                                     | Markt 7                          | 51° 31' 58" NB, 4° 27' 23" OL | 517276 | Herenhuis en notariskantoor in Neo-Renaissancestijl |
| Voormalig postkantoor | Overheidsgebouw           | 1897                  |                                     | Markt 31-31a                     | 51° 31' 57" NB, 4° 27' 19" OL | 517277 | Meer afbeeldingen |
| Bankgebouw, gebouwd in een op Berlage geïnspireerde Overgangsstijl | Handel en kantoor         | 1913                  | Joseph de Lepper                    | Molenstraat 8                    | 51° 32' 3" NB, 4° 27' 33" OL  | 517278 | Meer afbeeldingen |
| Herenhuis, gebouwd in Neo-Renaissancestijl. | Woonhuis                  | 1904                  | A.J. de Bruijn                      | Molenstraat 10                   | 51° 32' 3" NB, 4° 27' 34" OL  | 517279 | Meer afbeeldingen |
| Watertoren | Nutsbedrijf               | 1916                  | H.P.N. Halbertsma                   | Nispensestraat 21                | 51° 31' 49" NB, 4° 27' 35" OL | 517281 | Meer afbeeldingen |
| Winkel-woonhuis. In de bouwstijl zijn elementen van art nouveau verwerkt | Werk-woonhuis             | 1912                  | Joseph de Lepper                    | Raadhuisstraat 9                 | 51° 31' 58" NB, 4° 27' 26" OL | 517282 | Meer afbeeldingen |
| Red Band Venco | Industrie                 | ca. 1935              |                                     | Spoorstraat 51                   | 51° 32' 44" NB, 4° 28' 11" OL | 517283 | Meer afbeeldingen |
| Vrijstaande villa | Woonhuis                  | 1930                  | Jac. Hurks                          | Ludwigstraat 32                  | 51° 32' 11" NB, 4° 27' 18" OL | 517284 | Vrijstaande villa |
| Woonhuis in Neo-Renaissancestijl | Woonhuis                  | 1908                  | F.B. Sturm                          | Brugstraat 39                    | 51° 32' 16" NB, 4° 27' 41" OL | 517302 | Woonhuis in Neo-Renaissancestijl |
| Seinbrug bij Station Roosendaal | Transport                 | 1900-1925             |                                     | Bosstraat 24                     | 51° 32' 23" NB, 4° 27' 32" OL | 526021 | Seinbrug bij Station Roosendaal |
| Locomotiefloods bij Station Roosendaal | Transport                 | 1907                  | G.W. van Heukelom                   | Bosstraat 24                     | 51° 32' 23" NB, 4° 27' 32" OL | 526022 | Meer afbeeldingen |
| Kapel klooster Mariadal | Klooster, kloosteronderdl | 1934                  | F.B. Sturm en J.Th.J Cuypers        | Vincentiusstraat 3/5/7           | 51° 32' 15" NB, 4° 27' 36" OL | 526023 | Kapel klooster Mariadal |
| Kloostertuin Mariadal | Klooster, kloosteronderdl | 1934                  |                                     | Vincentiusstraat 3/5/7           | 51° 32' 15" NB, 4° 27' 36" OL | 526024 | Kloostertuin Mariadal |
| Lourdesgrot Mariadal | Klooster, kloosteronderdl | 1936                  |                                     | Vincentiusstraat 3/5/7           | 51° 35' 16" NB, 4° 31' 38" OL | 526025 | Meer afbeeldingen |
| Tuin bij Onze-Lieve-Vrouw van Altijddurende Bijstand | Kerk en kerkonderdeel     | 1868                  |                                     | Kade 21                          | 51° 31' 60" NB, 4° 27' 3" OL  | 526035 | Tuin bij Onze-Lieve-Vrouw van Altijddurende Bijstand |
| Groente- en bloemenkas bij Onze-Lieve-Vrouw van Altijddurende Bijstand | Kerk en kerkonderdeel     |                       |                                     | Kade 21                          | 51° 32' 1" NB, 4° 27' 3" OL   | 526036 | Upload foto |